# Helius luachimoensis
Helius luachimoensis är en tvåvingeart som beskrevs av Alexander 1963. Helius luachimoensis ingår i släktet Helius och familjen småharkrankar.
Artens utbredningsområde är Angola. Inga underarter finns listade i Catalogue of Life.